# Pjesma od rastanka (1979.)
Pjesma od rastanka je hrvatski dramski televizijski film koji je režirao Danijel Marušić, dok je scenarij napisao Ivan Kušan prema sinopsisu koji je razvio zajedno s Marušićem, a temelji se na motivima iz Vojnovićevih drama Maškarate ispod kuplja i Allons enfants, kao i na dodatnim materijalima, uključujući djelo Pad Dubrovnika Luja Vojnovića.
Premijerno je prikazan 29. listopada 1979. na Prvom programu Televizije Zagreb.

## Radnja
Radnja se odvija 1815. godine u Dubrovniku, neposredno nakon ulaska austrougarske vojske i konačne propasti Dubrovačke Republike, koja je 1814. godine okupacijom zamijenila kratkotrajnu francusku vlast. Pad Republike izaziva duboka društvena previranja koja se odražavaju i na živote pojedinaca, posebno unutar stare dubrovačke vlastele.
Središnji zaplet prati sukob između tradicije i novih vremena kroz priču o ljubavi između Jele, kćeri dubrovačkog vlastelina Nikše Prokulića, i češkog časnika iz redova austrougarske vojske. Nikša, kao oličenje konzervativnog duha nekadašnje Republike, snažno se protivi toj vezi, doživljavajući je kao simbol urušavanja vrijednosti i identiteta koje je njegova obitelj generacijama njegovala. Kroz intimnu obiteljsku dramu prikazana je šira agonija drevne vlasteoske klase u trenutku kada se stari poredak nepovratno ruši, a novo doba neminovno dolazi.

## Glumačka postava
- Karlo Bulić kao Nikša Prokulić
- Biserka Ipša kao Jelenka "Jele" Prokulić
- Ivan Vyskočil kao Marek
- Miše Martinović kao Sabo
- Tonko Lonza kao Orsat
- Helena Buljan kao Deša Pavotica
- Niko Kovač kao Marko Lugarić
- Izet Hajdarhodžić kao Pasko
- Martin Bahmec kao Rafo
- Vinko Prizmić kao Mato
- Kruno Šarić kao Andrija
- Iva Marjanović kao Mare
- Václav Vydra kao Karel
- Slavko Šestak kao Pappenheim
- Vlatko Perković kao tumač
- Baro Kriletić kao Lujo
- Branka Lončar kao Lucija
- Perica Martinović kao Kristina
- Lina Siminiatti kao starica
- Stjepan Pisek kao Šiško
- Božidar Orešković kao Stjepo
- Mirko Šatalić kao Baldo
- Iva Šarić kao Ane Prokulić

## Produkcija
Televizijska drama Pjesma od rastanka nastala je kao dio obilježavanja 50. godišnjice smrti hrvatskog dramatičara Iva Vojnovića. Scenarij je napisao Ivan Kušan prema sinopsisu koji je razvio zajedno s redateljem Danielom Marušićem, a temelji se na motivima iz Vojnovićevih drama Maškarate ispod kuplja i Allons enfants, kao i na dodatnim materijalima, uključujući djelo Pad Dubrovnika Luja Vojnovića.
Drama je zamišljena kao četvrti dio planirane, ali nikad u potpunosti realizirane serije od 13 epizoda, koje su trebale biti temeljene na djelima Iva Vojnovića. Redatelj Daniel Marušić odlučio je snimati u autentičnim dubrovačkim ambijentima kako bi se postigla što veća povijesna i vizualna vjerodostojnost. Eksterijeri i dio interijera snimani su u Dubrovniku, dok je ostatak snimljen u dvorcu u Ptuju. Snimanje je počelo u listopadu i trajalo je 15 dana, uz intenzivan tempo rada, često i po 16 sati dnevno.
Posebnu pažnju privukla je kostimografija, za koju je bila zadužena Ksenija Jeričević. Kostimi su izrađeni, za razliku od dotadašnje prakse nabave iz inozemstva, što je omogućilo veću prilagodbu ambijentu i trajnu upotrebu kostima u budućim produkcijama.

## Kritika
Televizijska drama Pjesma od rastanka dočekana je s podijeljenim kritikama, pri čemu su posebno istaknute kvalitete Kušanovog scenarija, ali i određene slabosti u režiji Marušića. Kritičar Jozo Puljizević pohvalio je Kušanov tekst kao vješto napisan i sugestivan prikaz starog Dubrovnika, s jasno uočenim detaljima i atmosferom grada koji se s ponosom i tugom oprašta od svoje slavne prošlosti. Kušan je, unatoč velikom opsegu građe, uspješno sačuvao koherentnost i stilski integritet, pritom zadržavši i blagu ironijsku distancu prema patetici Vojnovićevih djela.
S druge strane, režija Marušića ocijenjena je manje uspješnom. Kritika je istaknula da se Marušićev pristup previše oslanjao na teatralnost i vizualni spektakl, čime je izgubio dublje psihološke nijanse i unutarnju dramu likova koje su karakteristične za Vojnovićev opus. Glumačka izvedba također je ocijenjena kao površna u interpretaciji likova, oslonjena više na vanjske karakteristike nego na unutarnje slojevitosti. Unatoč prisutnosti velikih glumačkih imena, poput Tonka Lonze, dojam je bio da su likovi prikazani stilizirano, bez dovoljno unutarnje dinamike.

## Vanjske poveznice
- Pjesma od rastanka u internetskoj bazi filmova IMDb-a